# Damclub Hoogeveen
De Hogeveense Damclub (HDC) ofwel Damclub Hoogeveen is een damvereniging uit de Drentse plaats Hoogeveen.

## Geschiedenis
Bij de oprichting in 1947 had de club elf leden. Tien jaar later was het ledenaantal verdrievoudigd, en werden onderlinge competities gespeeld in drie klassen. Vanaf 1958 speelde de club in de hoofdklasse van de Provinciale Drentse Dambond. In 1967 stond de club met twee teams in deze hoofdklasse. In 1971 streed de club tegen Ons Genoegen uit Drachten en Groningen 2, om promotie naar de nationale hoofdklasse. De vereniging speelde in 2019/2020 op het hoogste niveau in Nederland, de Ereklasse, met als kopman de Senegalese Internationaal Grootmeester dammen Macodou N'Diaye. In het seizoen 2024-2025 degradeerde HDC vanuit de Ereklasse naar de Hoofdklasse. Het tweede team handhaafde zich in die Hoofdklasse.

## Jeugdafdeling
In 1984 begon HDC met een jeugdgroep. Ter gelegenheid van het veertigjarig bestaan in 1987 werd een jeugdtoernooi georganiseerd dat talent aantrok. In 1989 en 1991 werden de broers Hans en Paul Thio Nederlands kampioen bij de pupillen. In 2012 volgde Nick Waterink hun voorbeeld en won er nog een bronzen plak bij op het wereldkampioenschap voor pupillen. Bij de meiden werd Nicole de Vries Nederlands kampioene bij zowel de pupillen, aspiranten als junioren. Op elfjarige leeftijd (pupillen) won ze in Estland het officieuze Europese kampioenschap sneldammen.
In 2017 had de club 65 jeugdleden. De club krijgt veel nieuwe leden vanuit het goed geregelde lokale schooldammen. Bij het trainen ligt de nadruk op plezier maken. Dat zorgt ervoor dat het dammen aantrekkelijk is en de club inmiddels een hoofdleverancier is van de Nederlandse ploeg. Bij het WK jeugddammen 2015 in Beilen deden maar liefst tien jeugdspelers van HDC mee.

## Naamsverwarring
Let op: "HDC" is ook de afkorting van Haagse, Haarlemse, Hardenbergse, Helderse, Helmondse, Hoornse en Hummelose damverenigingen. DCH uit Hoogeveen is de damclub uit Hollandscheveld, die net als HDC ook uit de gemeente Hoogeveen komt. Deze mag niet worden verward met DCH uit Heerenveen of Hengelo, DC Heteren of Hilversum, en Damclub Hofstad, Houten of Huizen.